# Adcox Student Prince
L'Adcox Student Prince est un avion-école biplan à ailes décalées conçu à la fin des années 1920.

## Adcox Special
Ce classique biplan à ailes décalées, dessiné par les élèves de l'Adcox Aviation Trades School de Portland, Oregon, était un biplace en tandem à postes ouverts et moteur en étoile Kinner K-5 de 100 ch. Il est apparu sur le registre américain en 1929. Immatriculé [N10471], cet avion vole toujours dans l'État de Washington, le moteur d’origine ayant simplement été remplacé par un Continental W670. L'Adcox Special a été adapté pour la production de série par Aircraft Builders sous la désignation Adcox Student Prince.

## Adcox Student Prince
Il s'agissait d'une adaptation pour la production de série de l'Adcox Special réalisée par Basil B Smith. Il pilote le premier exemplaire pour son premier vol le 17 septembre 1929. Une certification de Groupe-2 (ATC 2-258) fut obtenue mais pour seulement trois des 6 exemplaires construits [NC263V, X828M, NC893K], les trois autres étant réduits à ne voler que dans l’Oregon. Le [NC893K c/n 2] a survécu à la Seconde Guerre mondiale, son moteur Blackburn Cirrus Mk III d’origine fut remplacé successivement par un Kinner K-5 de 100 ch, un Warner (en) de 110 ch, un Comet de 150 ch, un Hisso A de 150 ch et, en 1963, un Continental de 220 ch. Il volait toujours en 2006 à Spokane, Washington, équipé plus raisonnablement d’un Warner (en) de 110 ch.

## Student Prince X
Il s'agit d'un Student Prince achevé en 1931 par Aircraft Builders avec un moteur ACE de 90 ch. Un seul exemplaire fut construit, il reçut l'immatriculation [NC10686]